# استانداری البرز
استانداری البرز یک نهاد مرتبط سازمان امور اداری کشور و نماینده دولت جمهوری اسلامی ایران در استان البرز است که ساختمان آن در شهر کرج واقع شده است.

## مدیریت
استان البرز سی و یکمین استان ایران است.
در جلسهٔ هیئت دولت در تاریخ ۱۲ بهمن ۱۳۸۸ لایحهٔ تأسیس این استان تصویب و به مجلس شورای اسلامی فرستاده شد. در ادامه با تصویب نمایندگان مجلس شورای اسلامی در تاریخ ۱۳۸۹/۴/۷ استان البرز به‌طور رسمی شکل گرفت.

### فرمانداری‌ها
- فرمانداری ویژه کرج[۷]
- فرمانداری شهرستان فردیس
- فرمانداری شهرستان ساوجبلاغ
- فرمانداری شهرستان چهارباغ
- فرمانداری شهرستان طالقان
- فرمانداری شهرستان نظرآباد[۸]
- فرمانداری شهرستان اشتهارد

## بودجه
درآمد عمومی استان البرز در سال ۱۳۹۹، ۳٬۷۴۹ میلیارد تومان و هزینه‌های استانی ۳۷۹۷ میلیارد تومان بوده‌است. همچنین استان البرز ۲ درصد بودجه کشور را به خود اختصاص داده‌است.